# Xu Fu
Xu Fu (chinesisch 徐富, Pinyin Xú Fù; * 2. November 1995 in Heihe) ist ein chinesischer Shorttracker.

## Werdegang
Xu hatte seinen ersten internationalen Erfolg bei den Juniorenweltmeisterschaften 2012 in Melbourne. Dort gewann er mit der Staffel über 3000 m die Silbermedaille. Zwei Jahre später holte er bei den Juniorenweltmeisterschaften in Erzurum mit der Staffel über 3000 m die Goldmedaille. Bei der Winter-Universiade 2015 in Granada gewann er ebenfalls mit der Staffel über 3000 m Gold. Zu Beginn der Saison 2015/16 startete er erstmals im Weltcup. Dabei kam er auf den 17. Platz über 1000 m und erreichte mit dem dritten Rang über 1500 m seine erste Weltcuppodestplatzierung. Im Februar 2017 wurde er bei der Winter-Universiade in Almaty Siebter über 1500 m und holte mit der Staffel die Goldmedaille.

## Persönliche Bestzeiten
- 500 m      42,497 s (aufgestellt am 8. März 2014 in Erzurum)
- 1000 m    1:25,443 min (aufgestellt am 20. Dezember 2013 in Trento)
- 1500 m    2:16,468 min (aufgestellt am 31. Oktober 2015 in Montreal)